# (1911) Schubart
(1911) Schubart es un asteroide perteneciente al cinturón exterior de asteroides descubierto el 25 de octubre de 1973 por Paul Wild desde el observatorio de Berna-Zimmerwald, Suiza.

## Designación y nombre
Schubart se designó al principio como 1973 UD.
Más adelante fue nombrado en honor del astrónomo alemán Joachim Schubart.

## Características orbitales
Schubart está situado a una distancia media de 3,993 ua del Sol, pudiendo alejarse hasta 4,667 ua y acercarse hasta 3,319 ua. Su excentricidad es 0,1688 y la inclinación orbital 1,648°. Emplea 2915 días en completar una órbita alrededor del Sol.
Schubart forma parte del grupo asteroidal de Hilda.